# Markus Heintzen
Markus Heintzen (* 19. Juli 1960 in Eitorf) ist ein deutscher Rechtswissenschaftler und Professor an der Freien Universität Berlin.

## Leben
Nach seinem Abitur am Städtischen Siebengebirgsgymnasium in Bad Honnef im Mai 1979 studierte Heintzen bis 1984 Rechtswissenschaften und Philosophie an der Universität Bonn. 1984 legte er in Köln sein erstes Staatsexamen ab. Es folgte der Grundwehrdienst bis 1985. Im Anschluss daran war er bis 1988 als Wissenschaftliche Hilfskraft am Lehrstuhl von Josef Isensee am Institut für Öffentliches Recht der Universität Bonn tätig. Bereits 1987 wurde er mit seiner Arbeit Die auswärtigen Beziehungen privater Verbände an der Universität Bonn summa cum laude zum Dr. iur. promoviert. Nachdem er 1989 in Düsseldorf das zweite Staatsexamen abgelegt hatte, war er wieder am Lehrstuhl von Josef Isensee, nunmehr als Wissenschaftlicher Assistent, tätig.
Nach Lehrstuhlvertretungen an der Universität Regensburg und an der Freien Universität Berlin erfolgte 1994 schließlich an der Rechts- und Staatswissenschaftlichen Fakultät der Universität Bonn seine Habilitation für die Fächer Öffentliches Recht und Europarecht. Das Thema seiner Habilitationsschrift war Die Kategorie der Kompetenz im Bundesstaatsrecht, Thema des Probevortrags war Vergangenheitsbewältigung durch Rentenversicherungsrecht.
Von 1994 bis 1997 war Heintzen als Professor für Öffentliches Recht an der Martin-Luther-Universität Halle-Wittenberg tätig. Seit 1997  ist er Professor für Staats-, Verwaltungs- und Steuerrecht an der Freien Universität Berlin.

## Forschungsschwerpunkte
Heintzen Forschungsschwerpunkt liegt im Staats- und Steuerrecht, insbesondere im Einkommensteuerrecht.